# تيد ميلتون
تيد ميلتون (بالإنجليزية: Ted Milton)‏ هو عازف جاز بريطاني، ولد في 1943.

## وصلات خارجية
- الموقع الرسمي
- تيد ميلتون على موقع ميوزك برينز (الإنجليزية)
- تيد ميلتون على موقع أول ميوزيك (الإنجليزية)
- تيد ميلتون على موقع ديسكوغز (الإنجليزية)